# 맨발의 영광
"맨발의 영광"은 1968년 공개된 대한민국의 영화이다.

## 배역
- 신영균
- 윤정희
- 김동원
- 박종화
- 윤양하
- 김천만
- 오승룡
- 이광호
- 정하
- 장남수
- 최상
- 김성우
- 장석균
- 손진성